# Kalina (powiat pilski)
Kalina – osada leśna w Polsce położona w województwie wielkopolskim, w powiecie pilskim, w gminie Kaczory.
W latach 1975–1998 miejscowość należała administracyjnie do województwa pilskiego.
W okresie międzywojennym w miejscowości stacjonowała placówka Straży Granicznej I linii „Kalina”.